# A lyga (kvinder)
A lyga for kvinder eller Topo Centras Euronics Moterų A lyga er en litauiske fodboldliga og den øverste række i litauisk fodbold for kvinder. Ligaens nummer 1 kvalificerer til UEFA Women's Champions League. Ligesom de fleste lande med lave tempaturer, så starter sæsonen i marts og slutter i november. Alle holdene spiller mod hinanden fire gange i løbet af en sæson, to hjemme og to ude.  

## Deltagende klubber
I 2025-sæsonen deltager følgende klubber:
| Klub             | By       |
| ---------------- | -------- |
| FC Hegelmann     | Kaunas   |
| FC Gintra        | Šiauliai |
| FK Banga         | Gargždai |
| FK Žalgiris      | Vilnius  |
| FK Transinvest   | Galinė   |
| MFA Žalgiris-MRU | Vilnius  |

## Mestre igennem årene
Kilde:
- 1994: Olimpija-Centras Kaunas
- 1994/95: Politechnika Kaunas
- 1995/96: Vilnius FM
- 1996/97: Gabija-Politechnika Kaunas
- 1997/98: Kristina Vilnius
- 1998/99: Politechnika-Sika Kaunas
- 1999: Gintra Siauliai
- 2000: Gintra Siauliai
- 2001: Šventupė Ukmergė
- 2002: TexTilitė Ukmergė
- 2003: Gintra-Univesitetas
- 2004: TexTilitė Ukmergė
- 2005: Gintra-Univesitetas
- 2006: Gintra-Univesitetas
- 2007: Gintra-Univesitetas
- 2008: Gintra-Univesitetas
- 2009: Gintra-Univesitetas
- 2010: Gintra-Univesitetas
- 2011: Gintra-Univesitetas
- 2012: Gintra-Univesitetas
- 2013: Gintra-Univesitetas
- 2014: Gintra-Univesitetas
- 2015: Gintra-Univesitetas
- 2016: Gintra-Univesitetas
- 2017: Gintra-Univesitetas
- 2018: Gintra-Univesitetas
- 2019: Gintra-Univesitetas
- 2020: Gintra-Univesitetas
- 2021: FC Gintra
- 2022: FC Gintra
- 2023: FC Gintra
- 2024: FC Gintra (23)
[kilde mangler]